# Zwan
Zwan byla americká hudební skupina, kterou v roce 2001 založil Billy Corgan (The Smashing Pumpkins). Vydala jedno album: Mary Star of the Sea, které se v USA umístilo na 3. místě.

## Diskografie
Mary Star of the Sea (2003,Reprise Records)